# Иботирама
Иботирама (на португалски: Ibotirama) е град и община в Източна Бразилия, щат Баия, мезорегион Вали Сао-Франсискану да Баия, микрорегион Бара. Според Бразилския институт по география и статистика през 2010 г. общината има 27 405 жители.